# At Your Best (You Are Love)
At Your Best (You Are Love) is een single van de Amerikaanse zangeres Aaliyah, van het album Age Ain't Nothing but a Number. Het was de tweede single van Aaliyah en kwam in de Amerikaanse hitlijsten binnen op 3 september 1994. De single is een cover van The Isley Brothers. De hoogste positie die bereikt werd was de zesde plaats in de Billboard Hot 100. In Engeland stond de single twee weken in de lijst, waarvan de hoogste positie de 27e was. In Nederland ging het minder goed, Aaliyah kwam niet verder dan de tipparade.

## Tracklist
1. "At Your Best (You Are Love)" (LP Mix) – 4:43
2. "At Your Best (You Are Love)" (Gangsta Child Remix) ft. R.Kelly  – 4:30
3. "At Your Best (You Are Love)" (Stepper's Ball Remix) ft. R.Kelly – 3:05
4. "Back & Forth" (Ms. Mello Remix) ft. R.Kelly – 3:50